# 青春801あり!
『青春801あり!』（せいしゅんやおいあり、英: YA-O-I Girl's Ultimate Fantasy）は、2004年に製作された日本映画。
2004年に第17回国際女性映画祭に出品された。
2005年7月18日に第14回東京国際レズビアン&ゲイ映画祭で上映された。

## ストーリー
「やおいは乙女の文化だーっ！」。山も落ちも意味もなく、ひたすら美少年同士のからみを追求する、やおい。
早苗（岡田めぐみ）、美和（今吉祥子）、千里（春菜ひろ子）の３人は、同人誌即売会に参加したり、 クラスの美少年・竜太朗（遠藤雄弥）と他の男子のカップリングを妄想したりして、隠れやおいライフを満喫していた。
ところがある日、友人美和のやおい原稿を発見されて、オタクではないかと問い詰められた早苗は・・・。
美和と千里。同人誌仲間。美少年・竜太朗。クラスのギャルたちに、「オタク」であることを隠さない柳原。 彼女たちとの交流を通して早苗は、自分にとって本当に大切なもの、に気づき始める。

## キャスト
- 早苗：岡田めぐみ
- 美和：今吉祥子
- 千里：春菜ひろ子
- 竜太郎：遠藤雄弥
- 亜矢：稲垣浩子
- 景子：藤村あさみ